# زیردریایی یو-۱۱۹۵
زیردریایی یو-۱۱۹۵ (به انگلیسی: German submarine U-1195) یک زیردریایی است که طول آن ۶۷٫۱ متر (۲۲۰ فوت ۲ اینچ) می‌باشد. این زیردریایی در سال ۱۹۴۳ ساخته شد.